# Saint-Jean-de-la-Neuville
Saint-Jean-de-la-Neuville is een gemeente in het Franse departement Seine-Maritime (regio Normandië) en telt 471 inwoners (1999). De plaats maakt deel uit van het arrondissement Le Havre.

## Geografie
De oppervlakte van Saint-Jean-de-la-Neuville bedraagt 8,0 km², de bevolkingsdichtheid is 58,9 inwoners per km².
De onderstaande kaart toont de ligging van Saint-Jean-de-la-Neuville met de belangrijkste infrastructuur en aangrenzende gemeenten.

## Demografie
Onderstaande figuur toont het verloop van het inwonertal (bron: INSEE-tellingen).